# Прибалтійські держави за радянської влади (1944–1991)
Ці балтійські держави перебували під радянською владою з кінця Другої світової війни в 1945 році, починаючи від радянізації і до повернення незалежності в 1991 році. Прибалтійські держави були окуповані та анексовані, перетворившись на радянські соціалістичні республіки Естонія, Латвія та Литва. Після їх анексії нацистською Німеччиною СРСР знову окупував балтійські території в 1944 році і зберігав там контроль, доки країни Балтії не відновили свою незалежність майже через 50 років після радянського перевороту 1991 року.

## Радянізація

### Опір та депортації

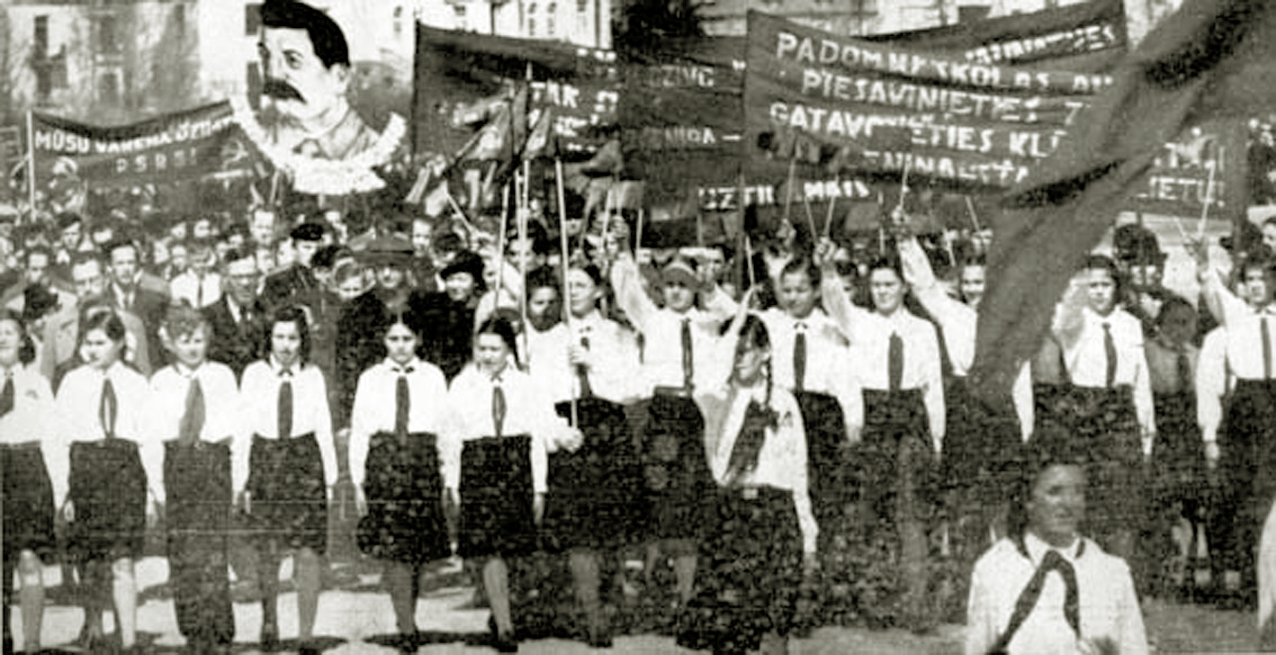
Рига в травні 1941 року

У період з 1940 по 1987 роки Радянський Союз провів процес радянізації, який мав на меті послабити національну ідентичність балтійських народів. Важливим фактором у спробі досягти цього була широкомасштабна індустріалізація, а потім прямі напади на культуру, релігію та свободу вираження поглядів.  Для радянської влади ліквідація опозиції та трансформація економіки йшли рука об руку. Радянська влада використовувала масові депортації для усунення опору колективізації та підтримки партизанів.  Прибалтійські партизани протягом ряду років протистояли радянській владі збройною боротьбою. Естонські лісові брати, як їх було відомо, користувалися матеріальною підтримкою серед місцевого населення.  Ради вже проводили депортації в 1940–41 рр., Але депортації між 1944 і 1952 рр. Були значно більшими за кількістю.  У березні 1949 року вища радянська влада організувала масову депортацію 90 000 громадян Балтії, яких вони назвали ворогами народу, у негостинні райони Радянського Союзу. 

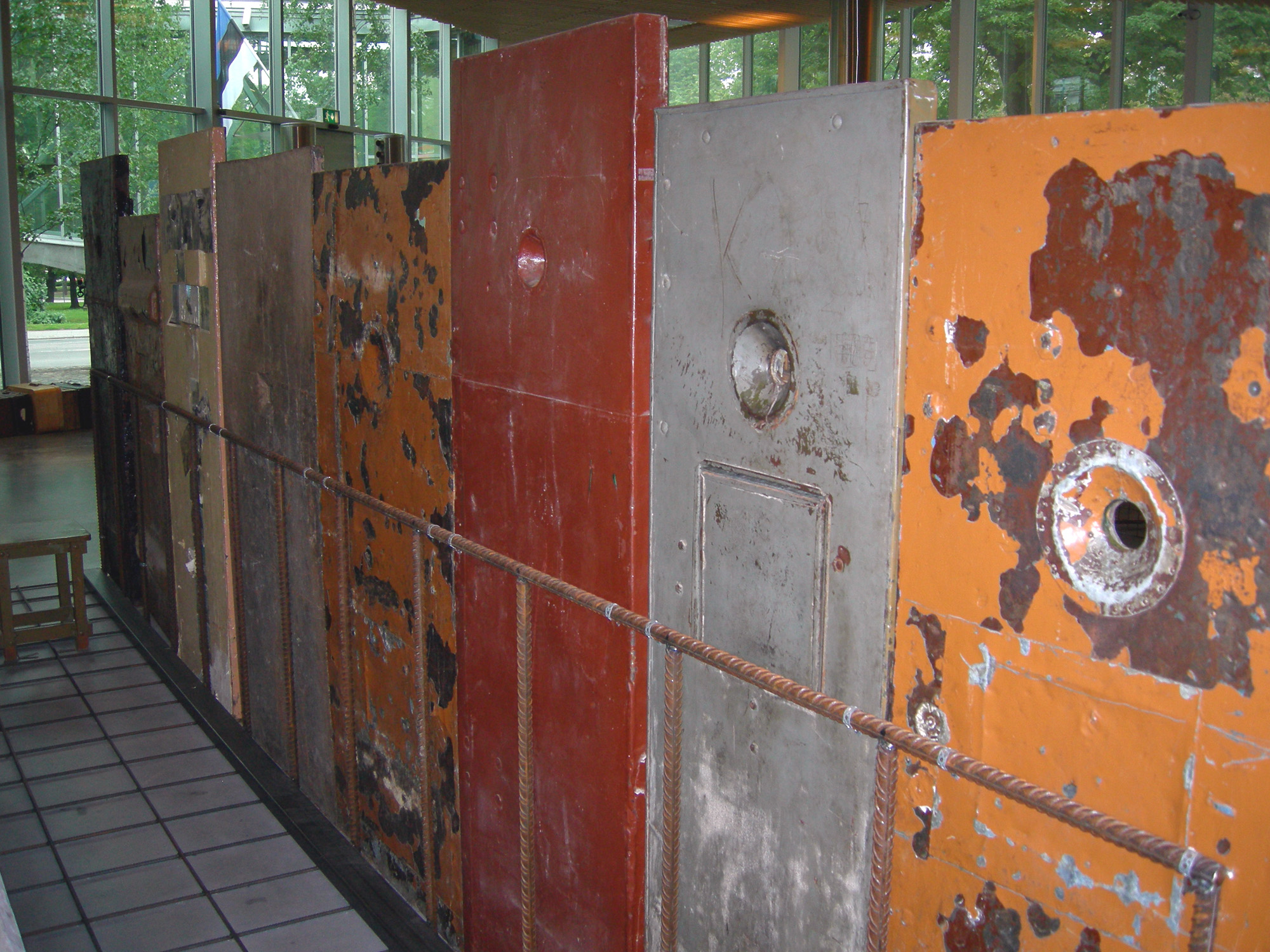
Двері радянської тюрми виставлені в Музеї професій в Таллінні.

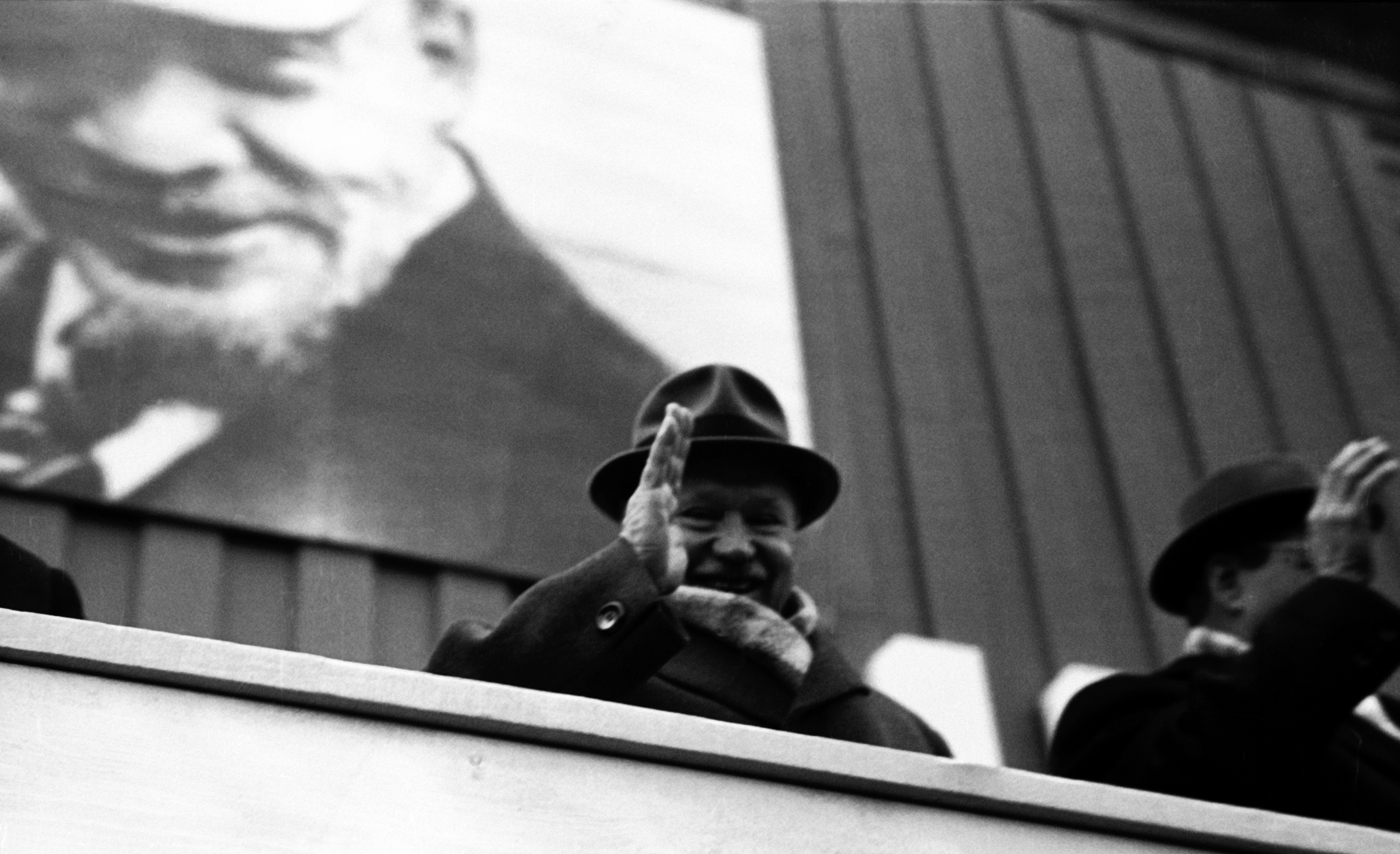
Антанас Снєчкус, лідер Комуністичної партії Литви з 1940 по 1974 рік

Загальна кількість депортованих між 1944 та 1955 роками оцінюється у 124 000 в Естонії, 136 000 у Латвії та 245 000 у Литві. Депортованим було дозволено повернутися після таємної промови Микити Хрущова в 1956 році, проте багато хто не вижив у свої роки в Сибіру.  Велика кількість жителів балтійських країн втекла на захід до прибуття радянських військ у 1944 році. Після війни Ради встановили нові кордони для прибалтійських республік. Литва отримала райони Вільнюса та Клайпеди, але Естонія та Латвія передали Російській РФСР деякі східні території. Естонія втратила 5 відсотків, а Латвія - 2 відсотки довоєнної території. 

### Індустріалізація та імміграція
Ради здійснили великі капітальні вкладення в енергетичні ресурси та виробництво промислової та сільськогосподарської продукції. Метою було інтегрування балтійської економіки у більшу радянську економічну сферу. Промислові плани та транспортна інфраструктура були вдосконалені за радянськими стандартами.  У всіх трьох республіках обробна промисловість розвивалася за рахунок інших галузей, зокрема сільського господарства та житлово-комунального господарства. Сільська економіка страждала від браку інвестицій та колективізації.  Міські райони Балтії були пошкоджені під час воєнного часу, і потрібно було десять років, щоб компенсувати втрати в житлі. Нові споруди часто були неякісними, а етнічні російські іммігранти надавали перевагу житлу. 
Естонія та Латвія отримали масштабну міграцію промислових робітників з інших частин Радянського Союзу, що кардинально змінило демографічні показники. Литва також приймала іммігрантів, але в меншій мірі.  До війни етнічні естонці складали 88 відсотків, але в 1970 році цей показник впав до 60 відсотків. Етнічні латиші становили 75 відсотків, але цей показник знизився до 56,8 відсотка в 1970 р.  і далі до 52 відсотків у 1989 р.  Натомість у Литві падіння становило лише 4 відсотки. Однак відсутність російської імміграції було лише частиною пояснення, оскільки Литва отримала територію Вільнюса, менше литовців втекло на захід, а держава втратила свою єврейську меншину.  Існувала різниця між етнічними росіянами. Людей, які переїхали з Росії до анексії 1940 року та знали місцеву мову, називали "місцевими росіянами", оскільки вони мали кращі стосунки з місцевими жителями, ніж ті, що оселилися пізніше. 
Балтійські комуністи підтримували та брали участь у Жовтневій революції 1917 року в Росії. Однак багато з них загинули під час Великої чистки в 1930-х роках. Нові режими 1944 р. Встановили корінні комуністи, які воювали в Червоній Армії. Однак Ради також імпортували етнічних росіян на політичні, адміністративні та керівні посади. Наприклад, важливою посадою другого секретаря місцевої комуністичної партії майже завжди був етнічний росіянин або член іншої слов'янської національності. 

## Повсякденне життя

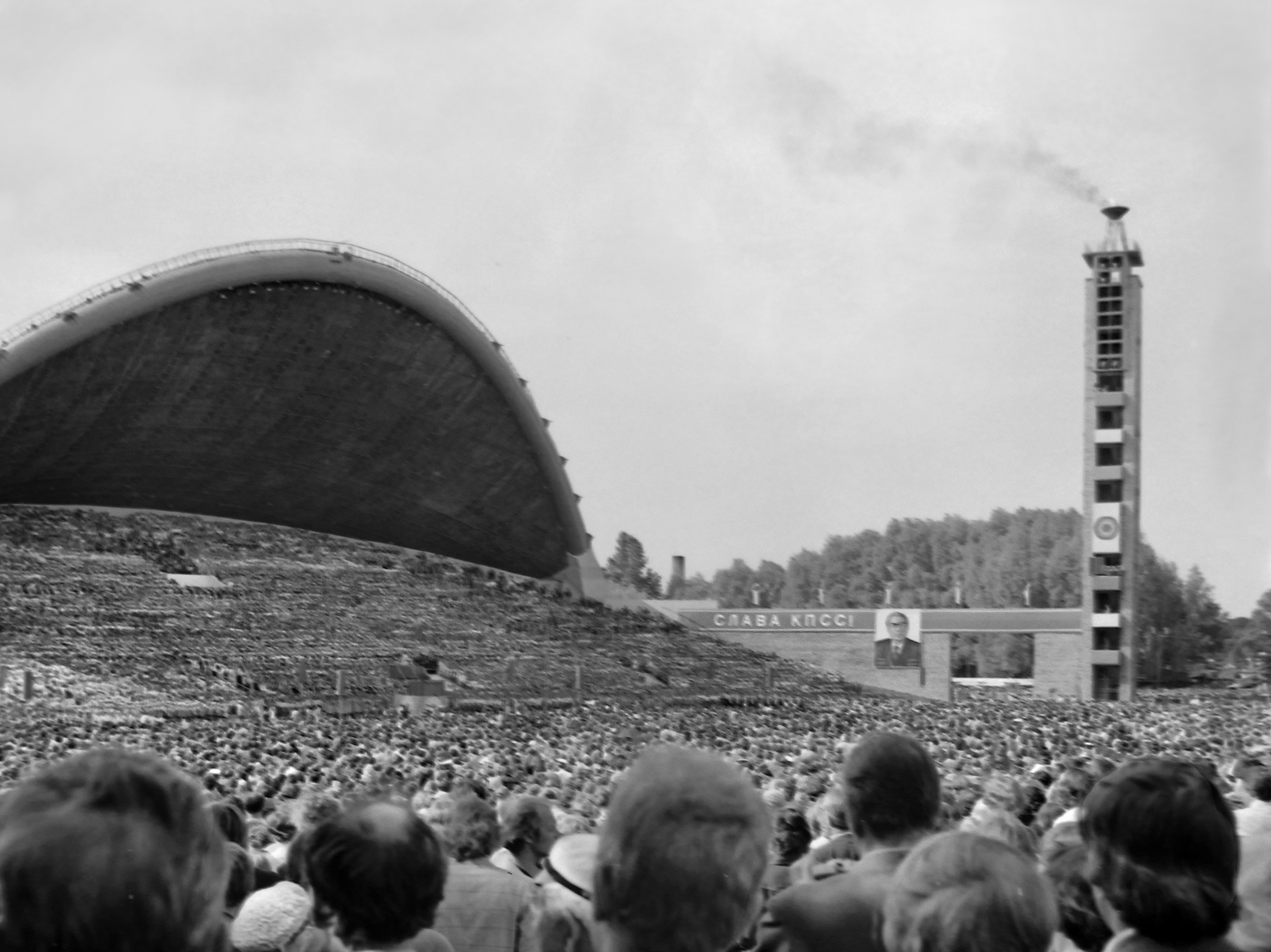
Фестиваль естонської пісні в Таллінні в 1980 році

Прибалтійські республіки були в основному ізольовані від зовнішнього світу в кінці 1940-х - середині 1980-х. Ради були чутливими до Балтійського регіону не лише через занепокоєння щодо його лояльності, але й через низку військових об'єктів, розташованих там через близькість до кількох скандинавських держав, що не входять до Східного блоку, включаючи центри спостереження та базу підводних човнів.  Наприкінці 1960-х радянські демократичні рухи знайшли підтримку серед балтійських інтелектуалів. Радянський Союз підписав Гельсінські угоди, а наступного року в Литві була заснована моніторингова група, яка випускала дисидентські публікації протягом 1970-х і 1980-х.  Націоналізм і релігія надихали людей на невеликі демонстрації та підпільну діяльність. Європарламент прийняв резолюцію, що підтримує справу Балтії у 1982 році. 
Радянський Союз підтримував етнічну різноманітність, але, з іншого боку, докладав зусиль, щоб нав'язати єдиність. Наприкінці 1970-х років розпочалася нова хвиля русифікації системи освіти, яка намагалася створити радянську національну ідентичність. Навчання балтійських дітей проводилося їх рідними мовами, але російська мова була обов'язковою. Крім того, радянська влада обмежувала свободу вираження поглядів у літературі та образотворчому мистецтві. Пісенні фестивалі залишались засобом національного самовираження. Тим не менше, інтелектуальне життя та наукові дослідження розвивалися за радянськими стандартами.  Однак після 1975 р. Наростали проблеми з нестачею споживчих та продовольчих товарів, соціальними проблемами, неконтрольованою імміграцією та шкодою для навколишнього середовища.  До 1980-х років існувала соціальна та політична напруженість як у балтійських республіках, так і між ними та Москвою. 

## Шлях до незалежності

### Радянські реформи
Ера застою спричинила кризу радянської системи, і реформи не можна було довго затягувати. Новий радянський лідер Михайло Горбачов прийшов до влади в 1985 році і відповів голосністю та перебудовою. Вони були спробами реформувати радянську систему згори, щоб уникнути революції знизу. Реформи не врахували, що СРСР утримувався воєнною силою, яка репресувала всі форми націоналізму. Свобода «Гласності» вивільнила давно почуття націоналізму в балтійських республіках, у процесі розвитку, відомому як Співаюча революція.  Перші великі демонстрації проти системи відбулися в Ризі в листопаді 1986 року, а наступної весни в Таллінні. Невеликі успішні акції протесту заохочували ключових осіб, і до кінця 1988 р. Реформаторське крило зайняло вирішальну позицію в прибалтійських республіках. 
У той же час коаліції реформістів та популістських сил зібралися на Народних фронтах. Вони зосереджувались в основному на закликах до автономії, а не незалежності.  Верховна Рада Естонської Радянської Соціалістичної Республіки знову зробила естонську мову державною мовою в січні 1989 р., І невдовзі подібне законодавство було прийнято в Латвії та Литві. Далі балтійські республіки заявили про свій суверенітет: у листопаді 1988 р. В Естонії, у травні 1989 р. В Литві та липні 1989 р. В Латвії.  Верховна Рада Естонії залишила за собою право вето на закони Верховної Ради Радянського Союзу. Верховна Рада Литви навіть посилалася на незалежне минуле Литви та її незаконну анексію до Радянського Союзу в 1940 році. Верховна Рада Латвійської РСР була більш обережною. Президія Верховної Ради Радянського Союзу засудила естонське законодавство як неконституційне. 

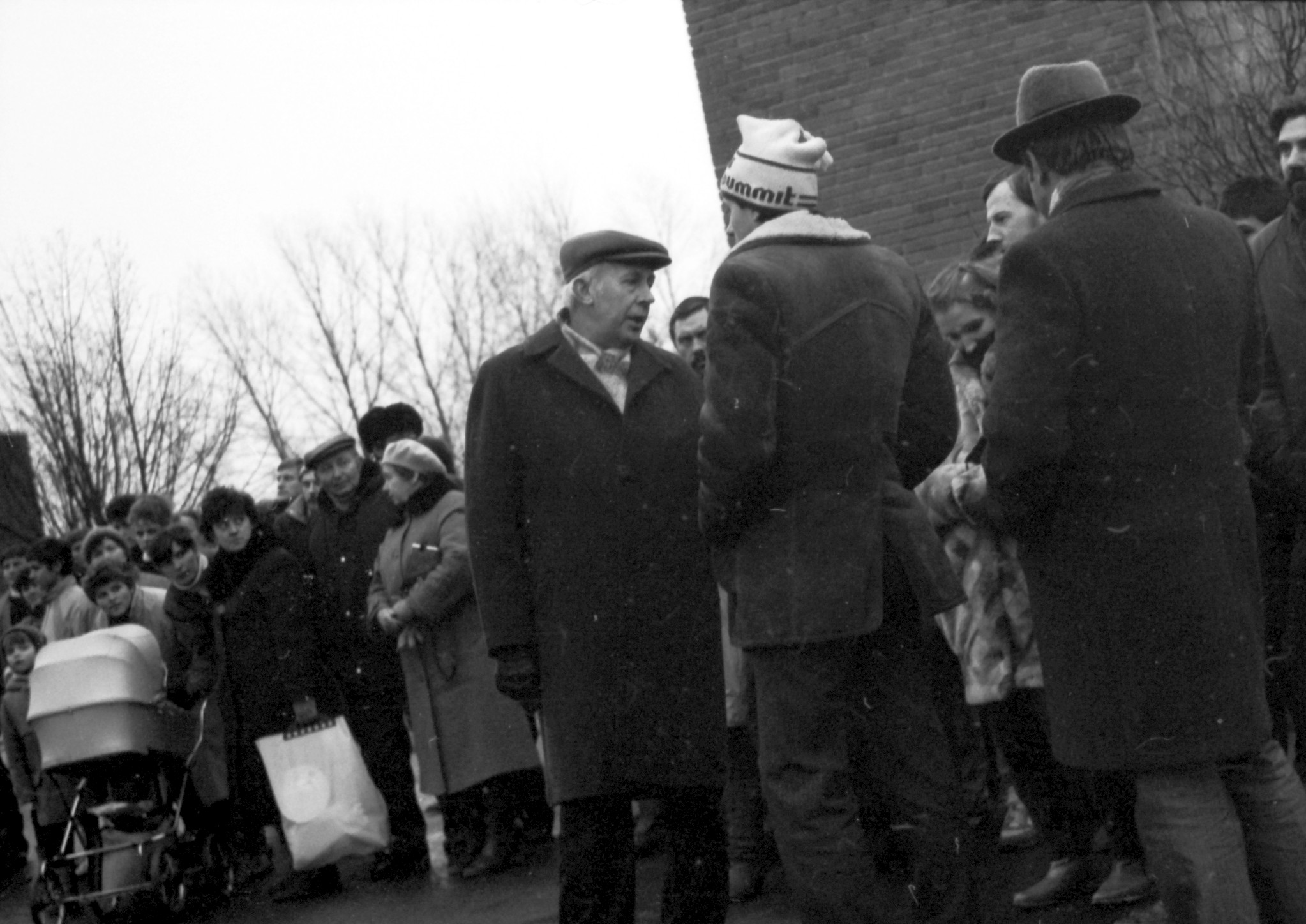
Голова КДБ Литви Едуардас Ейсмунтас (в центрі, у кепці) сперечається з литовськими протестуючими, січень 1990 р.

Перші вибори до Верховної Ради відбулись у березні 1989 року. Досі існувала лише одна легальна комуністична партія, але наявність вибору з декількох кандидатів спонукала народні фронти та інші групи розповсюджувати власне передвиборче повідомлення.  Комуністична партія в усіх трьох прибалтійських республіках була розділена за націоналістичними ознаками, і політичні лідери все частіше реагували на людей, а не на партію.  Найбільшою демонстрацією був Балтійський шлях у серпні 1989 р., Коли люди протестували з приводу п’ятдесятої річниці договору Молотова – Ріббентропа людським ланцюгом, що зв’язував руки між трьома республіками.  Проте до 1990 року ще не було закликів до політичної незалежності, а вимог до економічної незалежності від Москви. 

### Відновлення незалежності
У лютому 1990 року Росія Верховна Рада вибори привели до незалежності Саюдиса -backed націоналістів, що досягають в дві третини голосів. 11 березня 1990 р. Верховна Рада Литви проголосила незалежність Литви.  Як результат, Ради ввели блокаду 17 квітня.  Латвія та Естонія з великими російськими меншинами відставали.  У той же час Народні фронти посилювали тиск у Латвії та Естонії, оскільки рух громадських комітетів готувався до проведення зовсім не радянських виборів під час або поблизу виборів до Верховної Ради. Вони побачили, що органи окупаційної влади ніколи не можуть відновити незалежність на законних підставах.  Кандидати за незалежність отримали переважну більшість на виборах до Верховної Ради в березні 1990 р.  30 березня 1990 року Верховна Рада Естонії проголосила незалежність. Зокрема, він оголосив анексію 1940 р. Незаконною та розпочав перехід до незалежної Естонської Республіки. 4 травня 1990 р. Верховна Рада Латвії зробила подібну заяву. 
12 травня 1990 р. Лідери прибалтійських республік підписали спільну декларацію, відому як Балтійська Антанта.  До середини червня Ради розпочали переговори з прибалтійськими республіками за умови, що вони погодиться заморозити свої декларації про незалежність. Ради мали більший виклик деінде, у формі проголошення Російською Федеративною Республікою суверенітету в червні.  Одночасно прибалтійські республіки також почали переговори безпосередньо з Російською Федеративною Республікою.  Восени 1990 року вони встановили митний кордон між країнами Балтії, Російською Федерацією та Білоруссю.  Після невдалих переговорів Рада зробила різку спробу вийти з мертвої точки і в січні 1991 року направила війська до Литви та Латвії. Спроби не вдалися, десятки мирних жителів загинули, і радянські війська вирішили відступити.  У серпні 1991 року жорсткі члени радянського уряду спробували взяти під контроль Радянський Союз. Через день після перевороту 21 серпня естонці проголосили незалежність. Незабаром після цього радянські десантники захопили Таллінську телевежу. Того ж дня парламент Латвії зробив подібну декларацію. Переворот не вдався, але краху Радянського Союзу стало неминучим. 28 серпня Європейське Співтовариство вітало відновлення суверенітету та незалежності країн Балтії.  Радянський Союз визнав незалежність Балтії 6 вересня 1991 року. Російські війська пробули ще три роки, оскільки Борис Єльцин пов'язав питання російських меншин із виведенням військ. Литва першою вивела російські війська зі своєї території в серпні 1993 року. 26 липня 1994 року російські війська вийшли з Естонії, а 31 серпня 1994 року російські війська вийшли з Латвії.  Російська Федерація припинила свою військову присутність в Естонії після того, як вона відмовилася від контролю над ядерними об'єктами в Палдіскі 26 вересня 1995 р. Та в Латвії після припинення операцій Скрунди-1 31 серпня 1998 р., А потім її демонтування. Останній російський солдат покинув Скрунду-1 у жовтні 1999 року, тим самим ознаменувавши символічний кінець російської військової присутности на ґрунті країн Балтії.  